# 授権条項
授権条項（じゅけんじょうこう、英語: Enabling Clause）は、1979年に終了した関税及び貿易に関する一般協定（GATT）の東京ラウンド交渉において、締約国団の決定として採択された「異なるかつ一層有利な待遇並びに相互主義及び開発途上国のより十分な参加」のことである。
1970年代初めから実施された一般特恵関税制度は、GATTの最恵国待遇原則に反するものであったため、1971年6月25日のGATT締約国団の決定としてGATT25条6項に基づく義務免除（ウェーバー）として実施された。これは10年間の期限付きであったが、これを永続化したものが「授権条項」となる。
内容は、GATT第1条にかかわらず開発途上国に対し、より優遇な待遇（特恵関税）を適用することを認め、さらに開発途上国の貿易協定についてGATT24条の厳格な要件を満たすことなく認めるものである。この授権条項はWTO協定付属書１Aの1994年のGATTの一部（１(b)(IV)の(iv) その他千九百四十七年のGATTの締約国団が行った決定 に該当する）となっている。
授権条項については、GATT第24条との関係について明白に触れていないため授権条項による地域貿易協定に対する規律の適用関係が不明確であることが、WTO体制の形骸化を招きうる問題となっているとの指摘」があり、ドーハラウンドにおいて検討がされているがあまり進展していない。